# Mujeres sin amor
Mujeres sin amor é uma telenovela mexicana, produzida pela Televisa e exibida em 1968 pelo Telesistema Mexicano.

## Elenco
- Miguel Manzano
- Magda Guzmán
- Anita Blanch
- Chela Nájera
- Irma Lozano